# Felix Wahnschaffe (Geologe)
Gustav Albert Bruno Felix Wahnschaffe (* 27. Januar 1851 in Kaltendorf, Kreis Gardelegen; † 20. Januar 1914 in Berlin) war ein deutscher Geologe und Vorsitzender der Deutschen Geologischen Gesellschaft.

## Leben
Felix Wahnschaffe, ältester Sohn des Kreisgerichtsrates Bruno Wahnschaffe, bestand 1871 am Pädagogium des Klosters Unser Lieben Frauen Magdeburg das Abitur und studierte an den Universitäten Leipzig und Jena Naturwissenschaften, insbesondere Geologie und Chemie. In Leipzig wurde er Mitglied der Burschenschaft Arminia, zur gleichen Zeit wie auch der ebenfalls prominente Geologe Arthur Wichmann. 1875 promovierte er in Jena zum Dr. phil. und wurde zum Assistenten an die Preußische Geologische Landesanstalt berufen.
1886 wurde er Landesgeologe und Privatdozent für Allgemeine Geologie und Bodenkunde an der Universität Berlin, 1892 ordentlicher Professor an der Bergakademie Berlin. Von 1903 bis zu seinem Tode leitete er die Flachlandkartierung an der mit der Bergakademie vereinigten Preußische Geologische Landesanstalt als Abteilungsdirigent. 1880 bearbeitete er selbst 28 Blätter der geologischen Spezialkarten GK 1: 25.000 vor allem im Land Brandenburg und in der Provinz Posen. In Sachsen-Anhalt gehörte dazu das Blatt Havelberg (1896).
Seine engsten Mitarbeiter waren Konrad Keilhack und Gottlieb Berendt (1836–1920). Mit den Namen dieses Arbeitsteams ist die erstmalige Darstellung, Beschreibung und Bezeichnung der Urstromtäler und Endmoränen Norddeutschlands und des heutigen polnischen Tieflandes 1880–1920 verbunden. Er bezeichnete 1909 in der dritten Auflage seines Buches „Die Oberflächengestaltung des norddeutschen Flachlandes“ erstmals das Breslau-Magdeburger Urstromtal.
Vor allem Wahnschaffes in seiner „Anleitung zur wissenschaftlichen Bodenuntersuchung“ (1887) veröffentlichte, geologisch begründete Ansicht, dass sämtliche Bildungen der Erdkruste als Gestein anzusehen seien, war für die folgenden Kartierungen von großer Bedeutung, die in einen geologischen und einen agronomischen Teil getrennt wurden. Diese Arbeiten sind auch heute von Bedeutung und werden fortgeführt. Durch die Ermittlung von Bodenart (Körnungsart), geologischer Entstehung (Diluvial-, Alluvial-, Löß- und Verwitterungsböden) und durch die Beurteilung der Bodenentwicklung wird eine Bodenschätzung ermöglicht, ausgedrückt durch die Kennziffer der Ertragsmeßzahl – ein bewährtes Verfahren zur einheitlichen Bewertung der Böden für die planvolle Gestaltung der Bodennutzung, die Besteuerung bzw. die Entschädigung.
Wahnschaffe wurde 1912 Vorsitzender der Deutschen Geologischen Gesellschaft (DGG) und galt an der Schwelle des 20. Jahrhunderts auf dem Gebiet der bodenkundlichen Forschung als Autorität und bester Kenner des norddeutsch/nordeuropäischen Flachlandes.

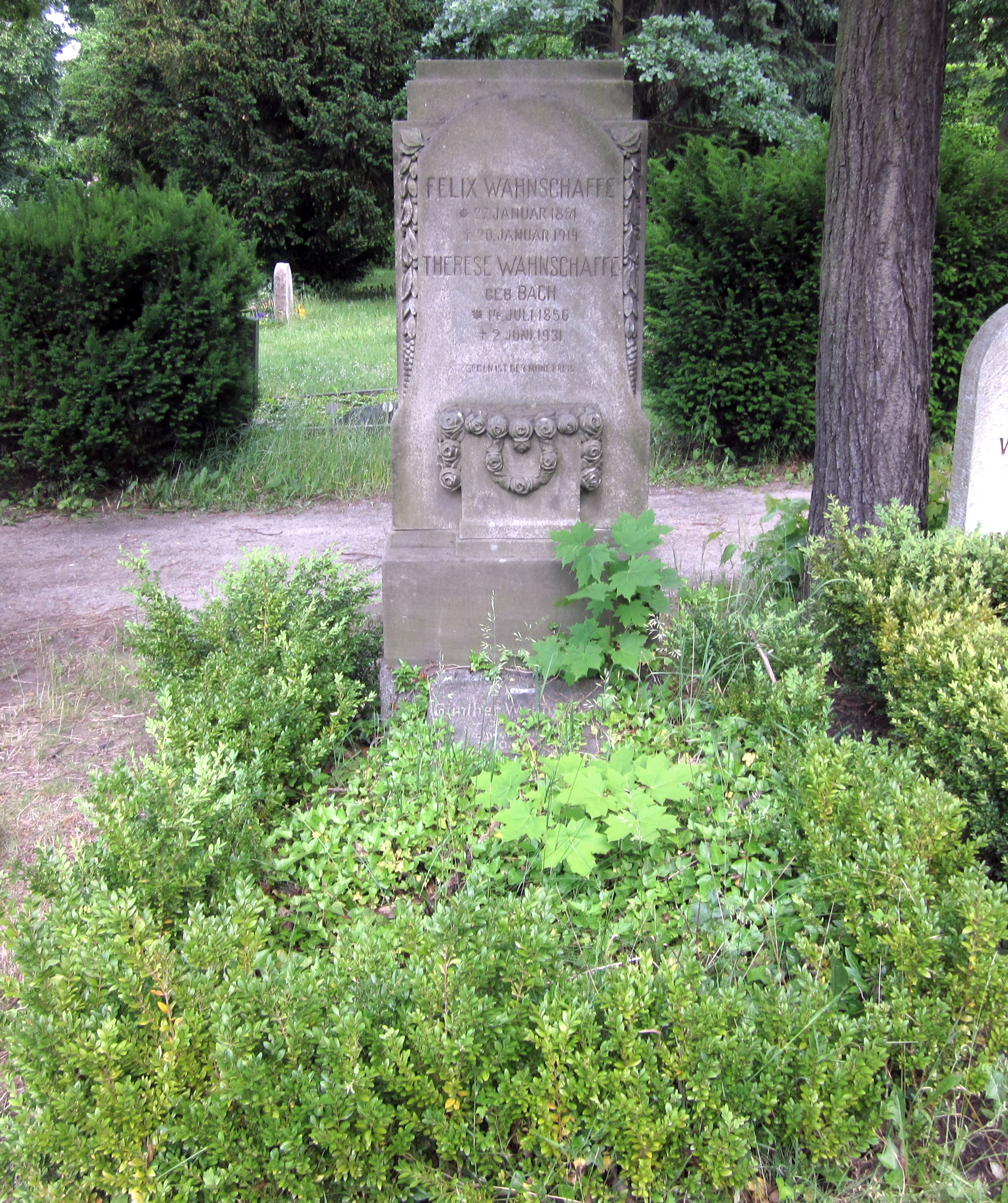
Das Grab von Felix Wahnschaffe

Sein Hauptanliegen war eine allgemeinverständliche Darstellung der Geologie, wobei er mit steigendem Alter zunehmend die Bestrebungen des Heimatschutzes förderte und zahlreiche Vorträge in Volksbildungsvereinen hielt. Bei einem Vortrag vor dem Havelländischen Heimatverein im Januar 1914 brach er zusammen und starb wenige Tage später.
Das Grab von Felix Wahnschaffe befindet sich auf dem Friedhof IV der Gemeinde Jerusalems- und Neue Kirche an der Bergmannstraße in Berlin-Kreuzberg. Er ruht dort an der Seite seiner Frau Therese Wahnschaffe, geb. Bach (1856–1931).

## Ehrungen und Mitgliedschaften
1888 wurde Felix Wahnschaffe zum Mitglied der Leopoldina gewählt.
Die Leonhard-Frank-Straße in Berlin hieß bis 1962 Wahnschaffestraße.

## Schriften (Auswahl)
Aufsätze
- Quartär am Nordrande des Harzes. In: Zeitschrift der Deutschen Geologischen Gesellschaft, Bd. 37 (1885), S. 897–905 ISSN 0012-0189.
- Glacialschrammen auf den Culmbildungen des Magdeburgischen. In: Jahrbuch der Königlich-Preußischen Geologischen Landesanstalt, Bd. 10 (1898).
- Über die Entwicklung der in den Braunkohlentagebauen von Nachterstedt und Frose aufgeschlossenen Quartärablagerungen. In: Zeitschrift der Deutschen Geologischen Gesellschaft, Bd. 51 (1899) ISSN 0012-0189.
- Über die Gliederung der Glazialbildungen Norddeutschlands und die Stellung des norddeutschen Randflößes. In: Zeitschrift für Gletscherkunde, für Eiszeitforschung und Geschichte des Klimas, 1911, S. 321–338.

Monographien
- Die Quartärbildungen der Umgegend von Magdeburg mit besonderer Berücksichtigung der Börde (Abhandlungen der Königlich-Preußischen Geologischen Landesanstalt; Bd. 7, H. 1). Schropp Verlag, Berlin 1885.
- Die Oberflächengestaltung des norddeutschen Flachlandes. Auf geologischer Grundlage dargestellt. (Forschungen zur deutschen Landes- und Volkskunde; Bd. VI, Heft 1). Verlag J. Engelhorn, Stuttgart, 3. Aufl. 1909.
- Große erratische Blöcke im norddeutschen Flachlande (Geologische Charakterbilder; Bd. 2). Bornträger Verlag, Berlin 1910.
- Die Endmoränen im norddeutschen Flachlande (Geologische Charakterbilder; Bd. 19). Bornträger Verlag, Berlin 1913.
- Geologische Landschaftsformen in Norddeutschland. Verlag Engelhorn, Stuttgart 1924.